# Louis Baillon
Pour les articles homonymes, voir Baillon.
Louis Charles Baillon, né le 5 août 1881 à Fox Bay, Îles Malouines et décédé le 9 septembre 1965 à Brixworth en Angleterre, est un joueur de hockey sur gazon britannique. Lors des Jeux olympiques d'été de 1908 se tenant à Londres il remporte la médaille d'or pour la première apparition de ce sport au programme olympique.

## Palmarès

### Jeux olympiques
- Jeux olympiques d'été de 1908 à Londres
  -  Médaille d'or.